# Ainuere
Ainuerne er sandsynligvis Japans oprindelige befolkning. De stammer sandsynligvis fra Jōmon-befolkningen og proto-japanerne.
Den japanske kolonisering af Hokkaido førte i 1400-tallet og senere til stridigheder med ainufolket, som blev endegyldigt undertrykt i 1800-tallet. Ainufolket blev påtvunget japanske skikke og klæder. Af de 24.000 personer på øen Hokkaido, som fortsat regnes som ainu, er så godt som ingen genetisk så at sige "ren" ainu. Kun få praktiserer religionen og sproget ainu tales i dag kun af omkring 15 personer. I dag arbejder de fleste ainu inden for fiskerinæringen, og den traditionelle ainukultur findes kun bevaret i et fåtal byer, som lever af turismen. Der findes også mindre grupper af ainu i Rusland – på Sakhalin, Kamtjatka og Kurilerne. De taler dog ikke mere sproget ainu.
I 1997 erklærede en japansk domstol, at ainuerne er landets indfødte befolkning og ikke blot en etnisk minoritet. Det blev senere i 2008 anerkendt af parlamentet ved en resolution.

## Antal
Udviklingen af ainu på Hokkaido i Japan er følgende (skøn):
- 1807: 26.256
- 1822: 23.563
- 1854: 17.810
- 1873: 16.272
- 1903: 17.783
- 1931: 15.969
- 1984: 24.381

## Traditionel kultur
Traditionel ainuklædedragt bestod af tøj vævet af elmbarkfibre og huder. Klædedragten var dekoreret med geometriske figurer. Mændene havde traditionelt store skæg og kvinderne (i vestlig optik skæglignende) tatoveringer om munden.

## Religion
Religionen kredser omkring besjælede naturkræfter, og det vigtigste religiøse ritual var at ofre bjørne. Både skikken med at tatovere kvinder omkring munden og at ofre bjørne blev forbudt, da ainufolket blev undertvunget af japanerne.